# Beira Baixa (sub-região)
A Beira Baixa é uma sub-região portuguesa situada no centro-leste do país, pertencendo à região do Centro. Tem uma extensão total de 5 253 km2 e registou em 2024 uma população de 100 733 habitantes com uma densidade populacional de 19 habitantes por km2.  

É composta por seis municípios e 59 freguesias, sendo a cidade de Castelo Branco a cidade administrativa e o principal núcleo urbano da sub-região. Com 34.471 habitantes na sua área urbana e 52.291 habitantes em todo o município, é a maior cidade e o maior município da Beira Baixa, sendo limitada a norte com as Beiras e Serra da Estrela, a leste com a região espanhola da Estremadura, a sul com o Alto Alentejo, a sudoeste com o Médio Tejo e a noroeste com a Região de Coimbra.  

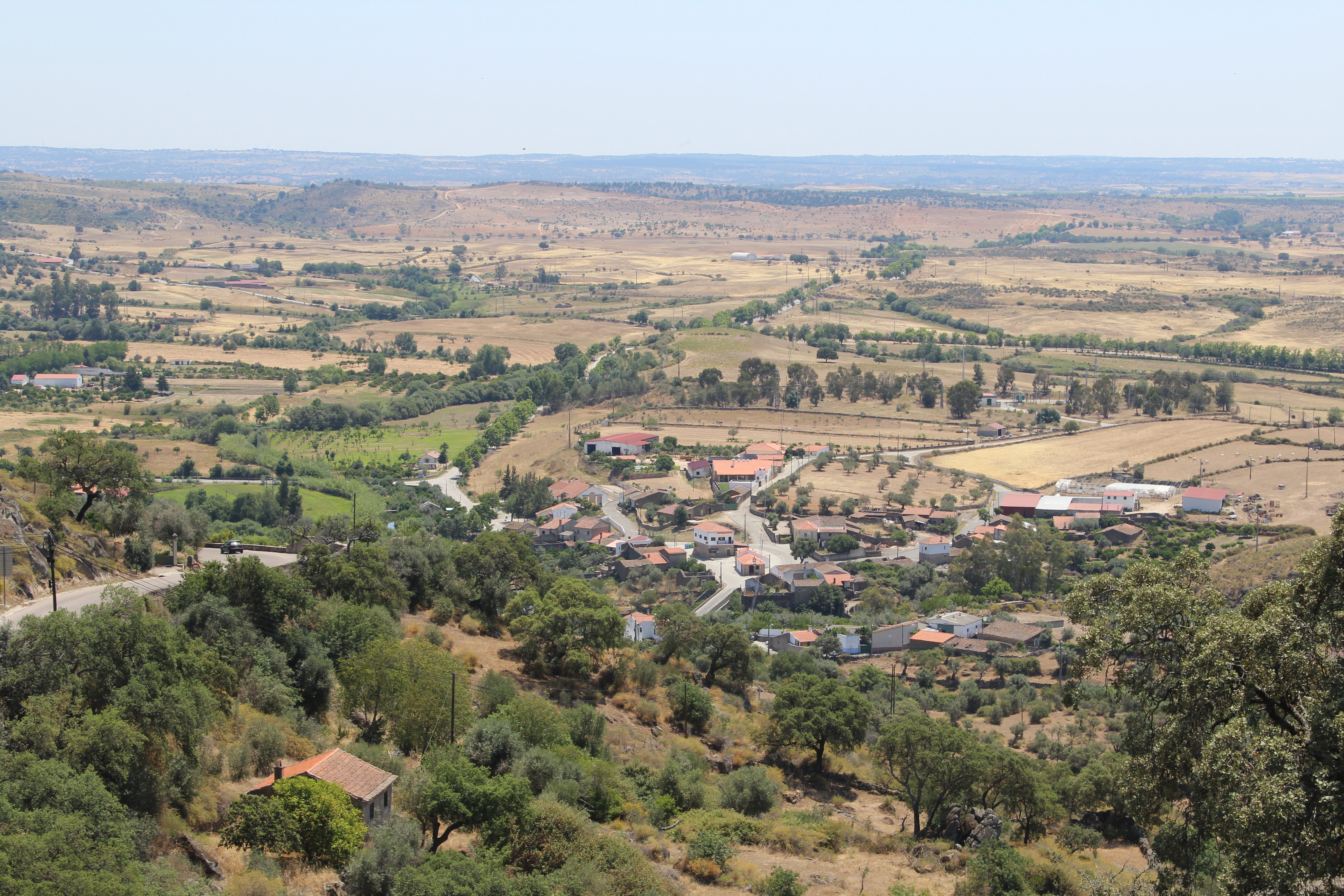
Campina de Idanha

## Geografia
- Castelo Branco (cidade, sede)
- Idanha-a-Nova (vila)
- Oleiros (vila)
- Penamacor (vila)
- Proença-a-Nova (vila)
- Sertã[4] (vila)
- Vila de Rei[4] (vila)
- Vila Velha de Ródão (vila)

No seu território existem ainda:

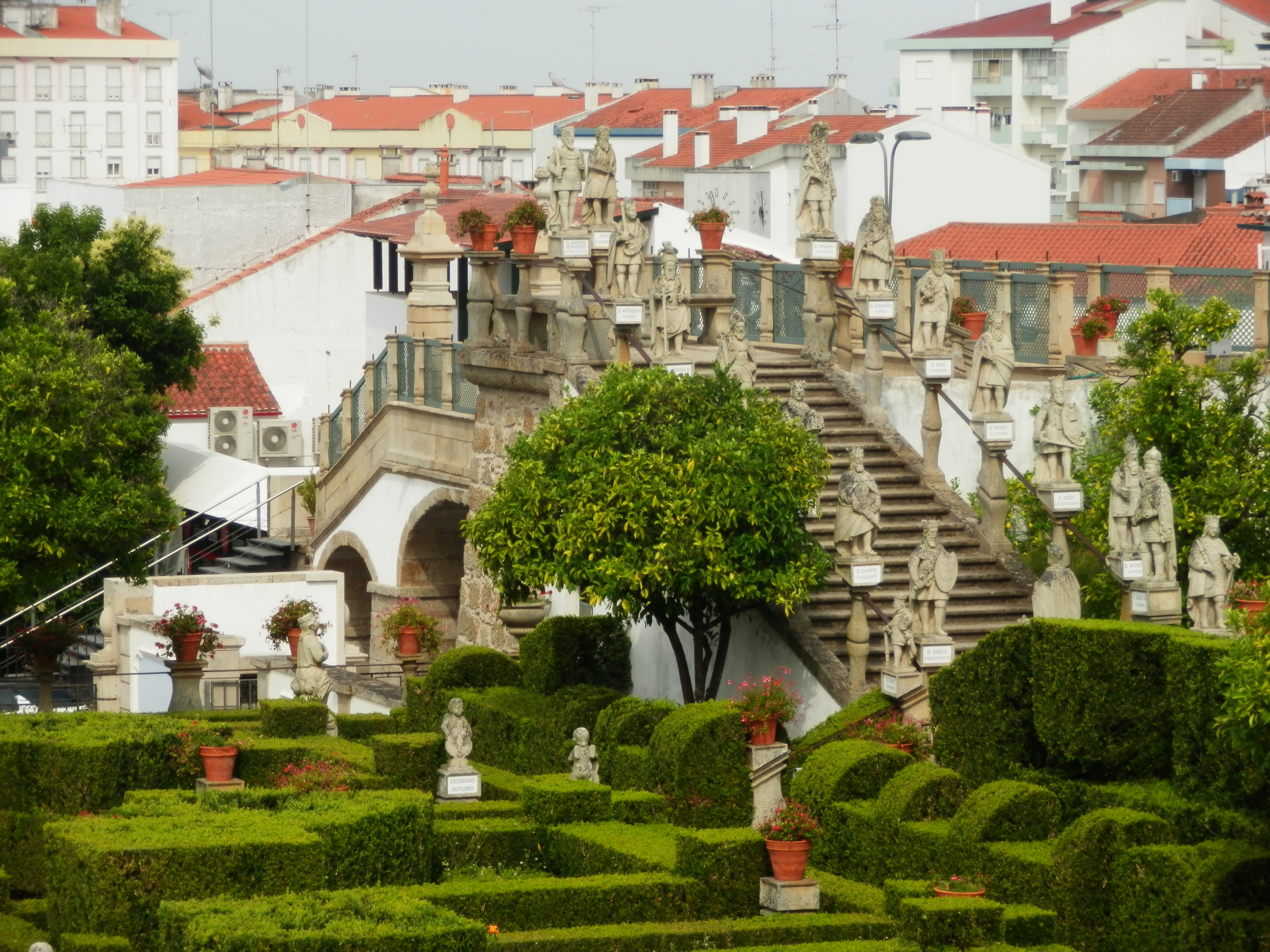
Jardim do Paço Episcopal, ex-líbris de Castelo Branco

- 10 vilas sem estatuto de sede de município:
  - Alcains, Lardosa, São Vicente da Beira e Sarzedas, do município de Castelo Branco;
  - Monsanto, Penha Garcia, Rosmaninhal, São Miguel de Acha e Zebreira, do município de Idanha-a-Nova;
  - Sobreira Formosa, do município de Proença-a-Nova
- 44 freguesias com sede em povoação sem estatuto de vila

Os seus principais acidentes geográficos são os rios Tejo, Zezêre, Ocreza, Erges, Ponsul e Baságueda e as serras da Gardunha, Malcata, Muradal e Talhadas.

## Anteriores unidades geográficas

### Província tradicional da Beira Baixa
Na divisão por províncias tradicionais de 1936, a Beira Baixa incluía, para além dos oito concelhos atuais, os seguintes municípios:
- Belmonte, Covilhã e Fundão, municípios da Cova da Beira hoje englobados nas Beiras e Serra da Estrela;
- Pampilhosa da Serra, que atualmente pertence à Região de Coimbra

### NUT III anteriores a 2013
Anteriormente à modificação das sub-regiões estatísticas (NUT-III), quatro concelhos da atual sub-região da Beira Baixa encontravam-se englobados nas NUT III da Beira Interior Sul (Castelo Branco, Idanha-a-Nova, Penamacor e Vila Velha de Ródão), e dois no Pinhal Interior Sul (Oleiros e Proença-a-Nova).

## Pontos turísticos
- Aldeias Históricas de Monsanto e Idanha-a-Velha
- Aldeias do Xisto
- Geopark Naturtejo